# イオンフードスタイル小平店
イオンフードスタイル小平店（イオンフードスタイルこだいらてん）とは、東京都小平市小川東町2-12-1にあるダイエーが運営するショッピングセンター。店番号は0325。

## 概要
1979年5月に「ダイエー小平店」として開業。店舗は2階建て。後述のリニューアル前は1階で食品、2階で衣料品を主に扱っていた。
2018年10月4日にリニューアルオープンし、現店舗名に改称。食品主体の「イオンフードスタイル」ブランドになった事により、直営売場は1階のみに縮小し、2階は家電量販店のノジマや衣料品専門店のパシオスなどのテナントのみとなる。
全国に27店舗のみとなったドムドムハンバーガーの小平店がある ことで有名。
また、ドムドム系列では唯一のベーカリー販売店舗であった時期がある。

## 交通
- 西武多摩湖線八坂駅・西武バス八坂駅バス停から徒歩3分
- 西武国分寺線・西武拝島線小川駅から徒歩12分
- 府中街道八坂交差点角